# Мали Давид
Мали Давид је амерички мерзер из периода Другог светског рата. Његова улога је требало да буде рушење добро заштићених фортификацијских објеката на Зигфридовој линији. Није употребљен у ту сврху због маневарског рата.
Пред крај рата је био модификован да служи као опсадни мерзер, као што је било очекивано да ће америчке снаге сусрести са изузетно јаким утврђењима током инвазије Јапана. Када се Јапан предао, инвазија је постала непотребна и Мали Давид се због тога никада није користио у борби.
Имао је највећи калибар од свих артиљеријских оруђа - 914 mm. Дужина цеви је била 6 калибара, тежина оруђа 38 тона, а зрна 1680 kg. Почетна брзина зрна је износила 366 m/s, а највећи домет 9100 m. Подлога је била од армираног бетона тежине 47 тона, и могла се користити за гађање само са једног положаја.